# Ліцей № 3 імені В’ячеслава Чорновола Дрогобицької міської ради
Ліцей № 3 імені В’ячеслава Чорновола Дрогобицької міської ради (у народі: Червона школа) — загальноосвітній навчальний заклад І–ІІІ ступенів.

## Історія

### Восьмирічна школа імені Елізи Ожешко та Восьмирічна школа імені Станіслава Конарського
Будівлю було зведено в 1906 році. Спочатку в ній розміщувалися дві восьмирічні школи: одна для дівчаток — імені Елізи Ожешко, друга для хлопчиків — імені Станіслава Конарського. Навчання відбувалося німецькою та польською мовами.
За деякими даними, у школі для хлопчиків викладав Бруно Шульц.

## Випускники
- Віктор Вексельберг (нар.1957) — російський олігарх. Випускник.[1]